# لوهانسک
لوهانسک یکی از شهرهای اوکراین تحت کنترل فدراسیون روسیه است.

## تاریخچه

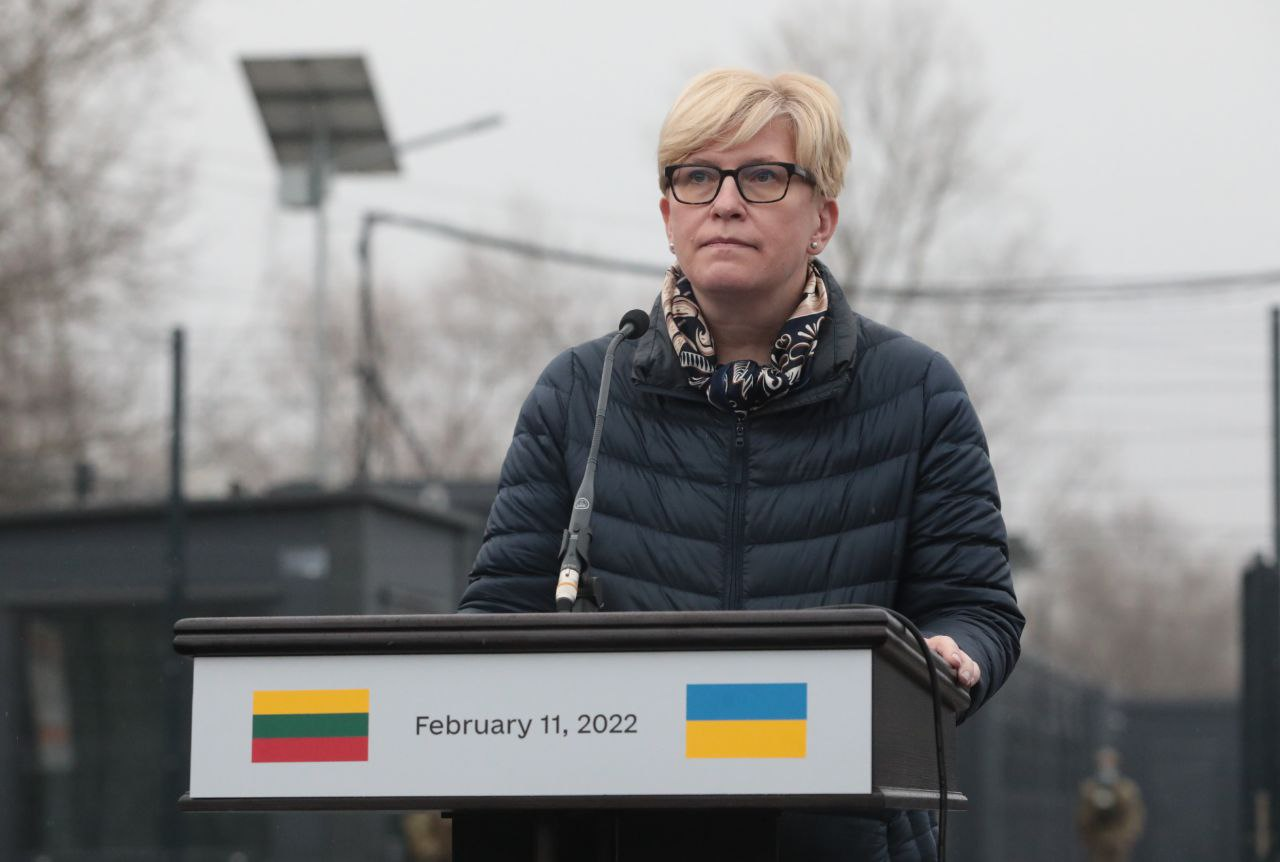
سخنرانی اینگریدا سیمونیت نخست وزیر لیتوانی در لوهانسک

پیشینه این شهر به سال ۱۷۹۵ بازمی‌گردد. در آن تاریخ یک صنعتگر بریتانیایی به نام «چارلز گاسکُنیه» یک کارخانه فلز در این مکان تأسیس کرد. این آغاز صنعتی بود که هنوز هم در این شهر به رونق خود باقی است.
لوهانسک در سال ۱۸۸۲ به عنوان شهر رسمیت یافت. این شهر که در حوضه آبریز رود دونتس قرار گرفته به یکی از مراکز مهم صنعتی در شرق اروپا تبدیل شد به‌ویژه این‌که شرکت بزرگ لوکوموتیوسازی «لوهانسک‌تِپلووُز» در آن قرار گرفته‌است.
در ۵ نوامبر سال ۱۹۳۵ این شهر تغییر نام داده و به افتخار کلیمنت ووروشیلوف فرمانده نظامی شوروی و سیاستمدار، «ووروشیلوف‌گراد» نامیده شد. در ۵ مارس سال ۱۹۵۸، با دستور خروشچف مبنی بر این‌که نام افراد زنده بر روی شهرها گذاشته نشود نام قدیمی این شهر نیز به آن بازگشت.
لوهانسک در جریان جنگ جهانی دوم از ۱۴ ژوئیه ۱۹۴۲ تا ۱۴ فوریه ۱۹۴۳ در اشغال آلمان بود.

در ۵ ژانویه ۱۹۷۰، پس از درگذشت کلیمنت ووراشیلوف، سیاستمدار اوکراینی نام ووراشیلوف‌گراد بار دیگر بر این شهر گذاشته شد. در نهایت، در تاریخ ۴ مه سال ۱۹۹۰، با فرمان شورای عالی جمهوری سوسیالیستی شوروی اوکراین نام اصلی شهر به شهر لوهانسک بازگشت.
روز ۶ آوریل ۲۰۱۴ نیروهای مسلح روسیه در حالی که وانمود می‌کردند مردم محلی اوکراین هستند در سه شهر لوهانسک، خارکف، و دونتسک در شرق اوکراین اقدام به تصرف ساختمان‌های دولتی کرده و خواستار برگزاری همه‌پرسی در مورد پیوستن این مناطق به روسیه شدند. در سال ۲۰۱۴ و در پی الحاق کریمه به فدراسیون روسیه و در ادامه تحولات اوکراین، روز ۱۲ مه ۲۰۱۴ شهرهای دونتسک و لوهانسک شاهد برگزاری همه‌پرسی کسب استقلال از کی یف بودند. برگزارکنندگان همه‌پرسی خودمختاری در دونتسک اعلام کرده‌اند که نزدیک به ۹۰ درصد رأی دهندگان به خودمختاری رأی داده‌اند. نتیجه همه‌پرسی در لوهانسک، منطقه دیگری در شرق اوکراین به زودی اعلام می‌شود. به گفته ناظران نتیجه آن شبیه چیزی است که در دونتسک اعلام شد.

## نگارخانه

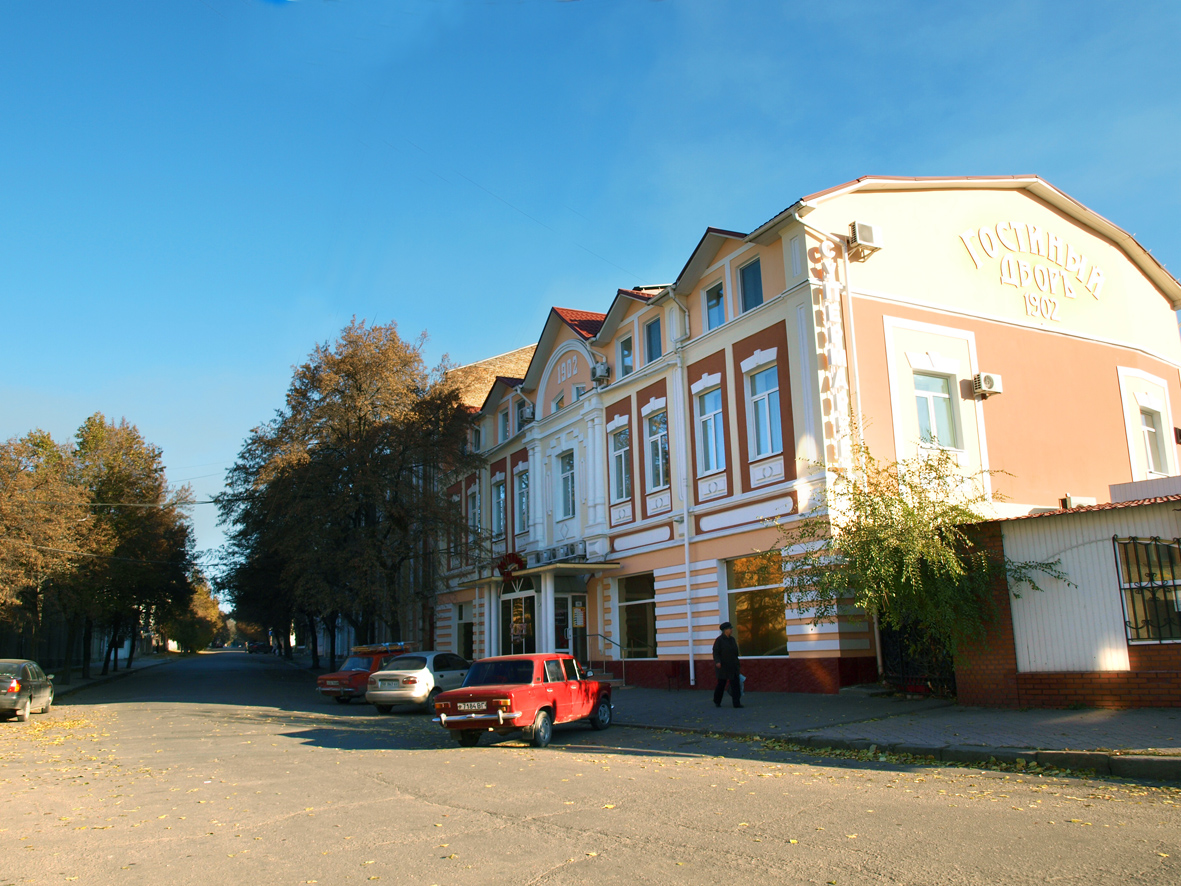
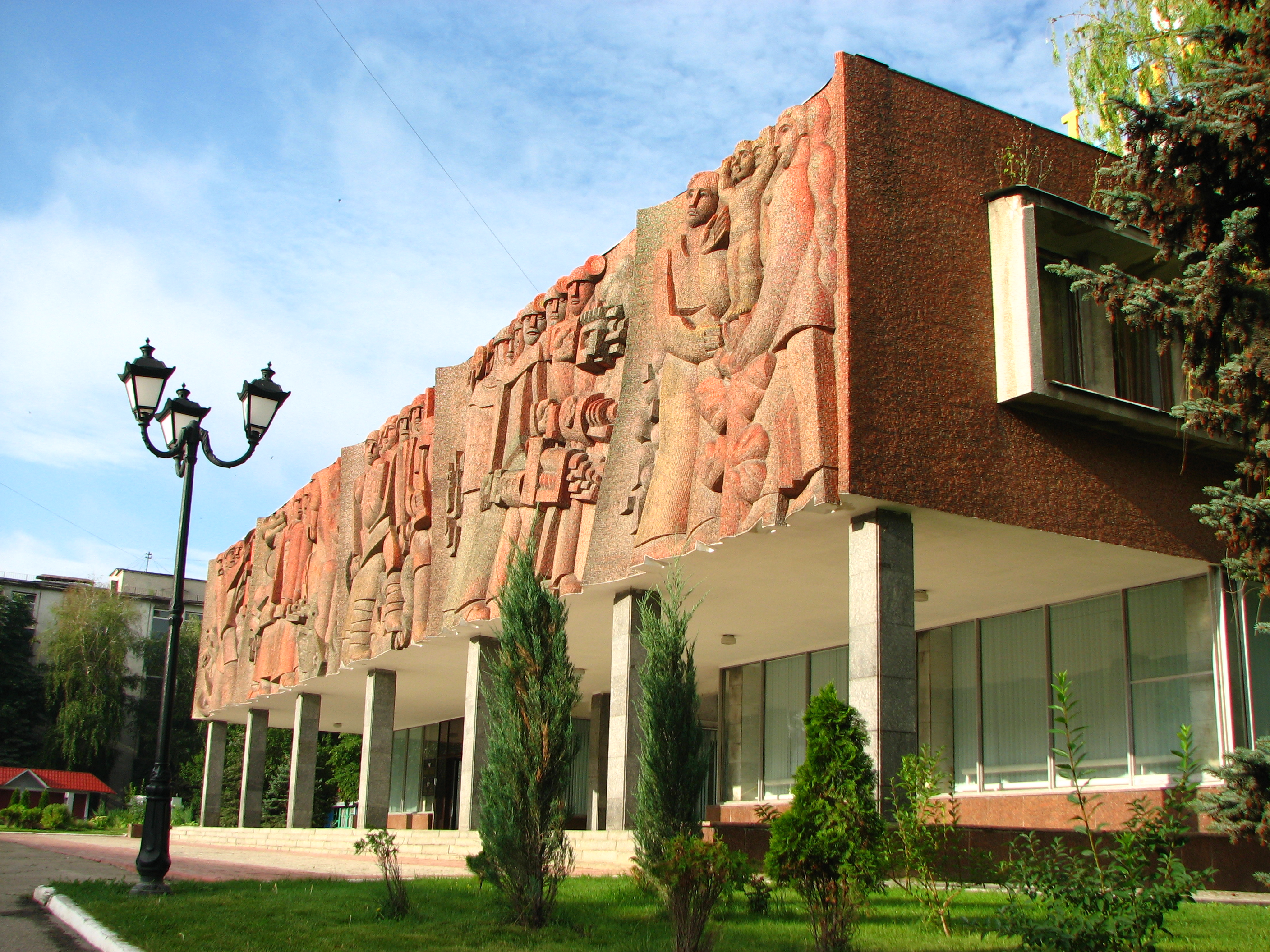
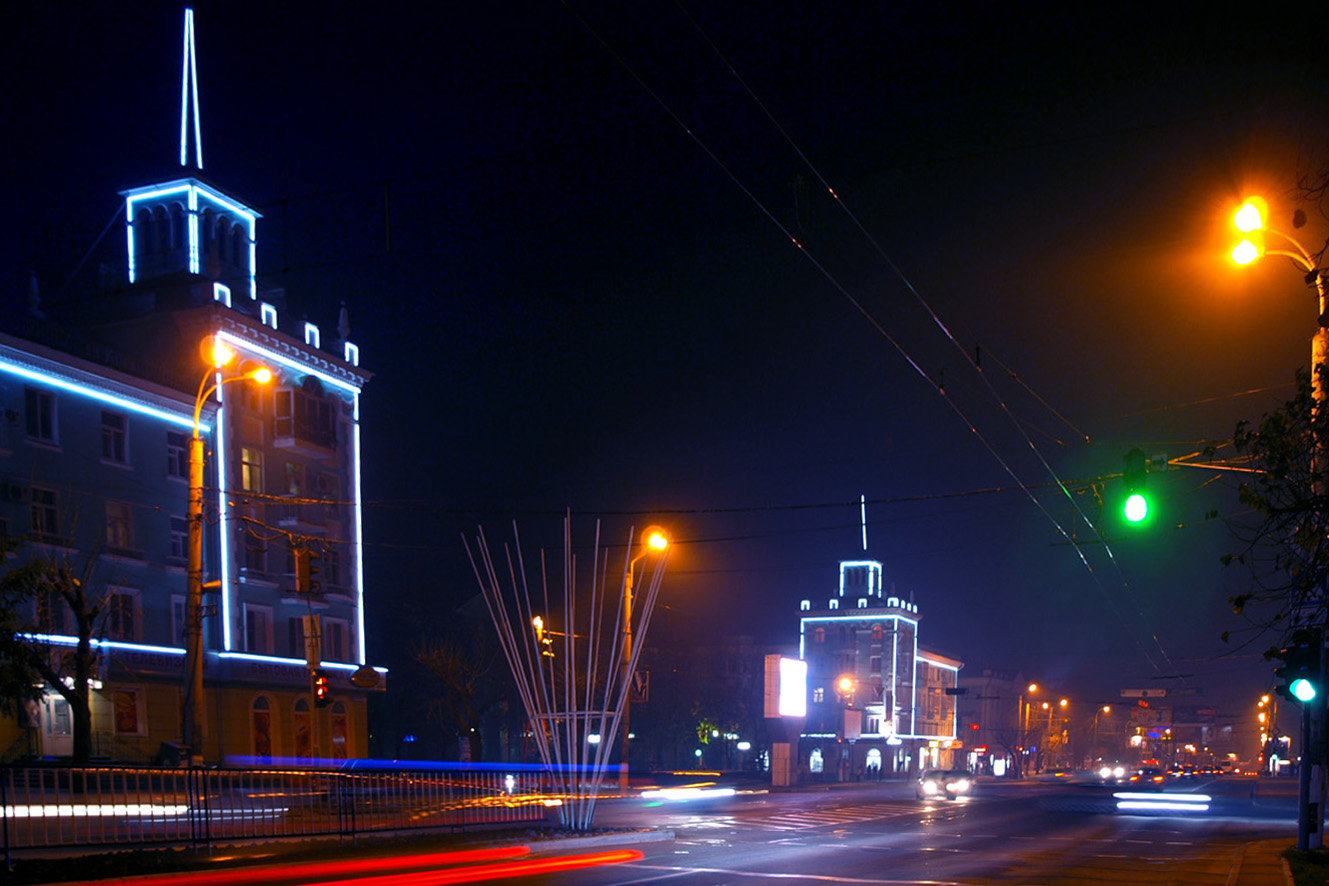
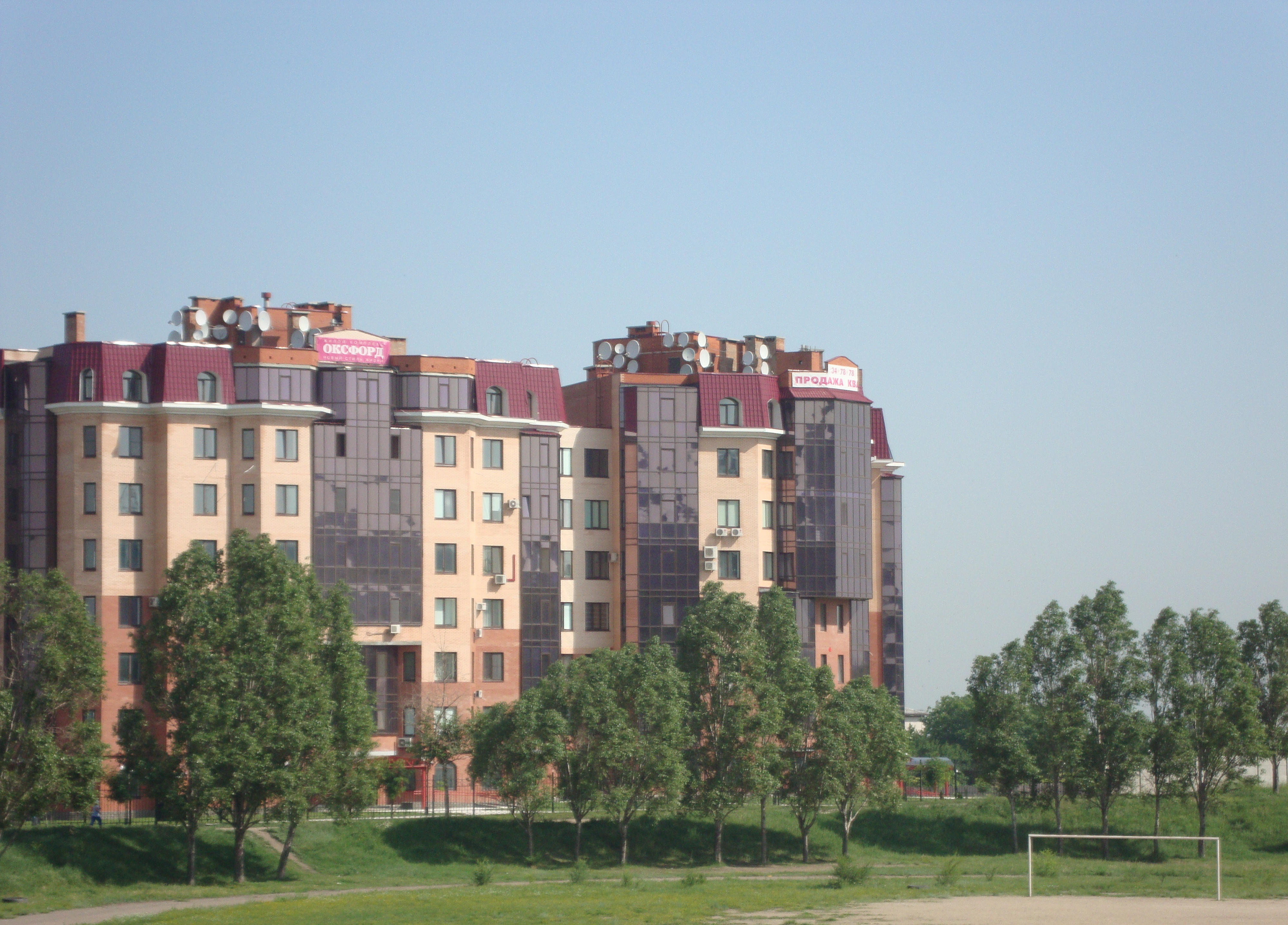
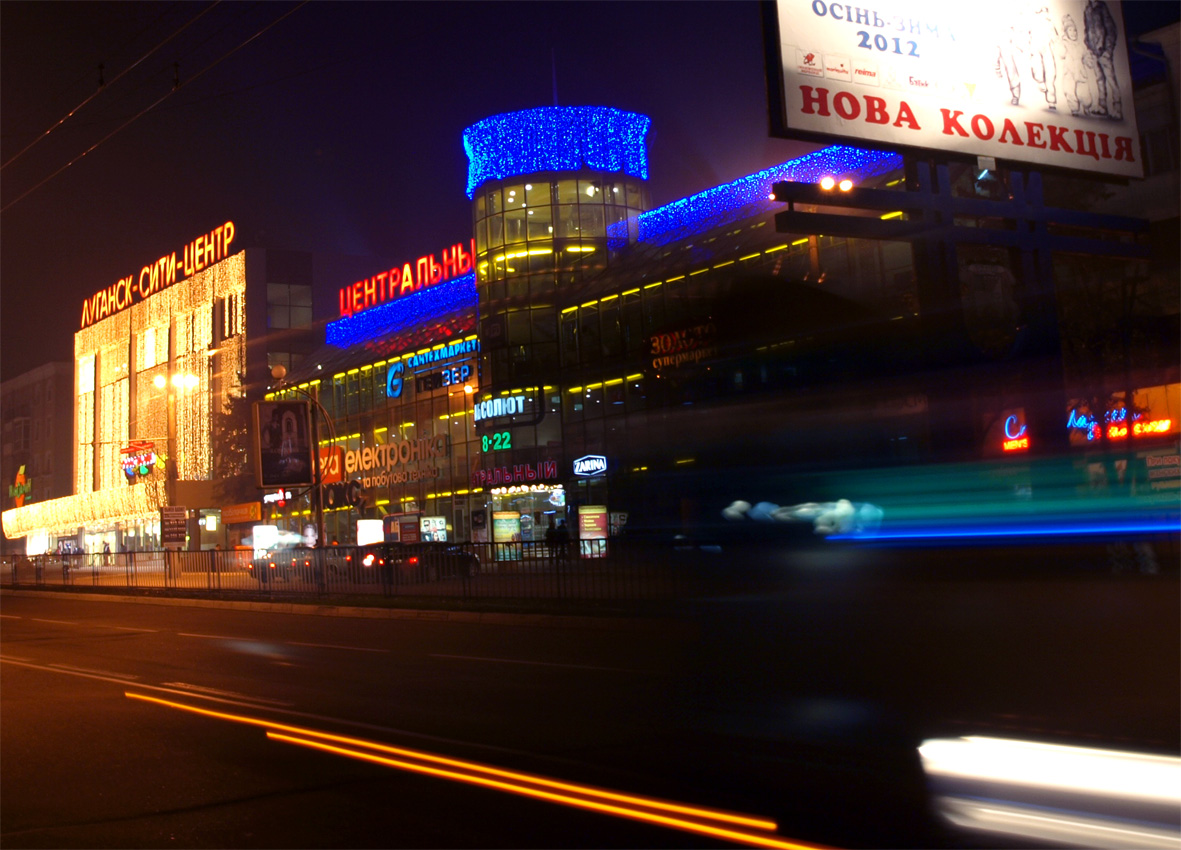
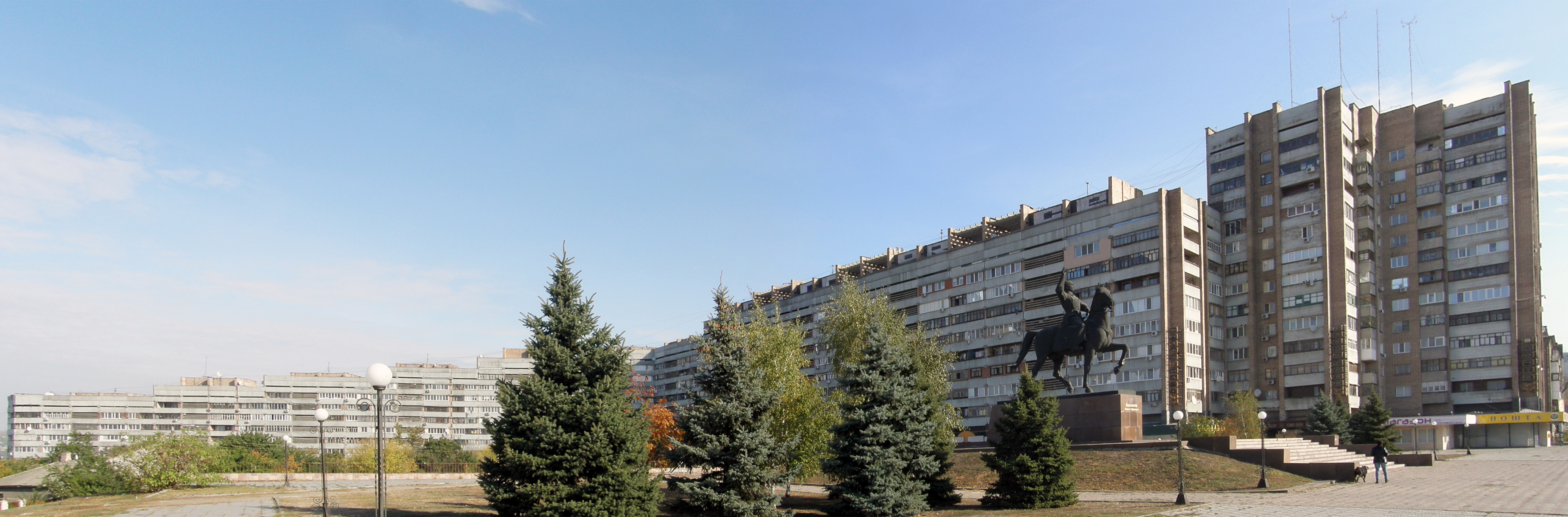
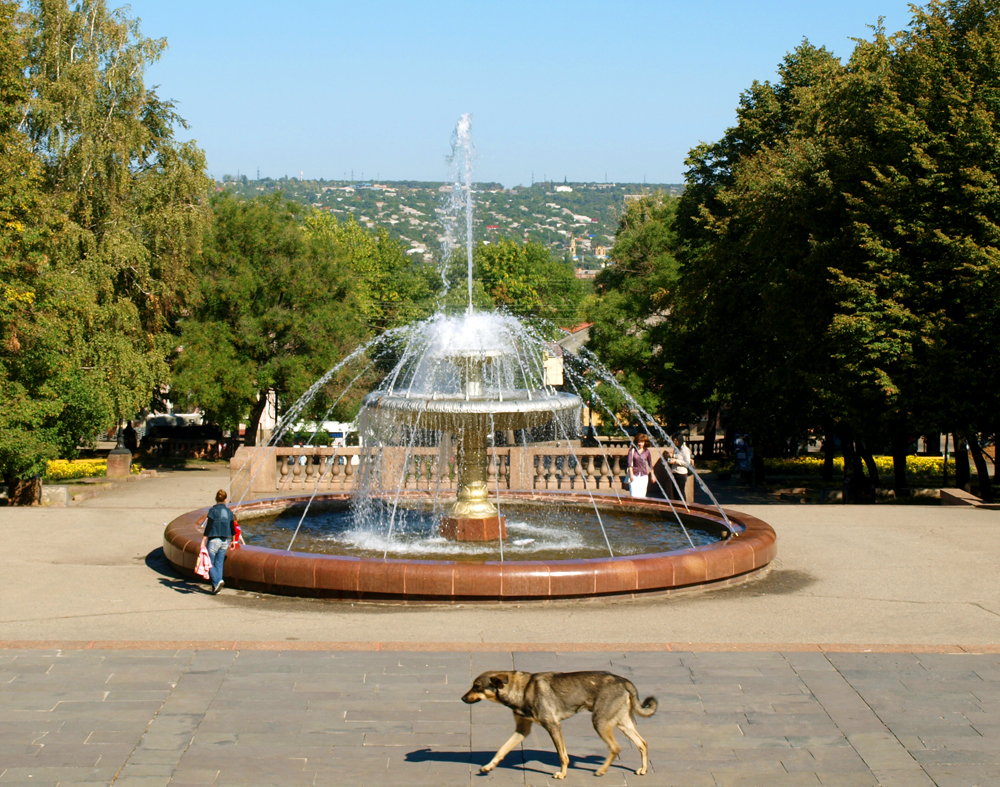
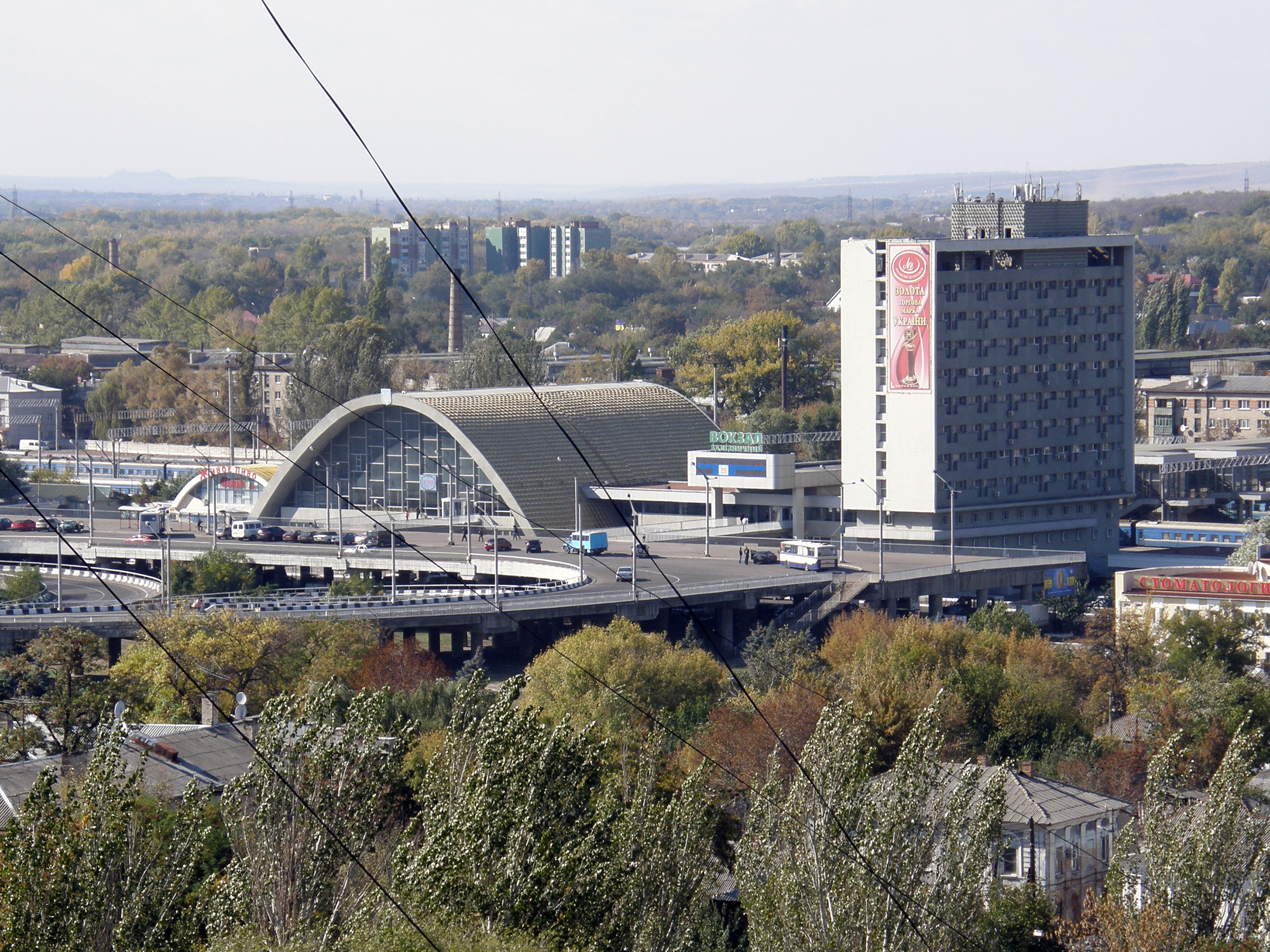
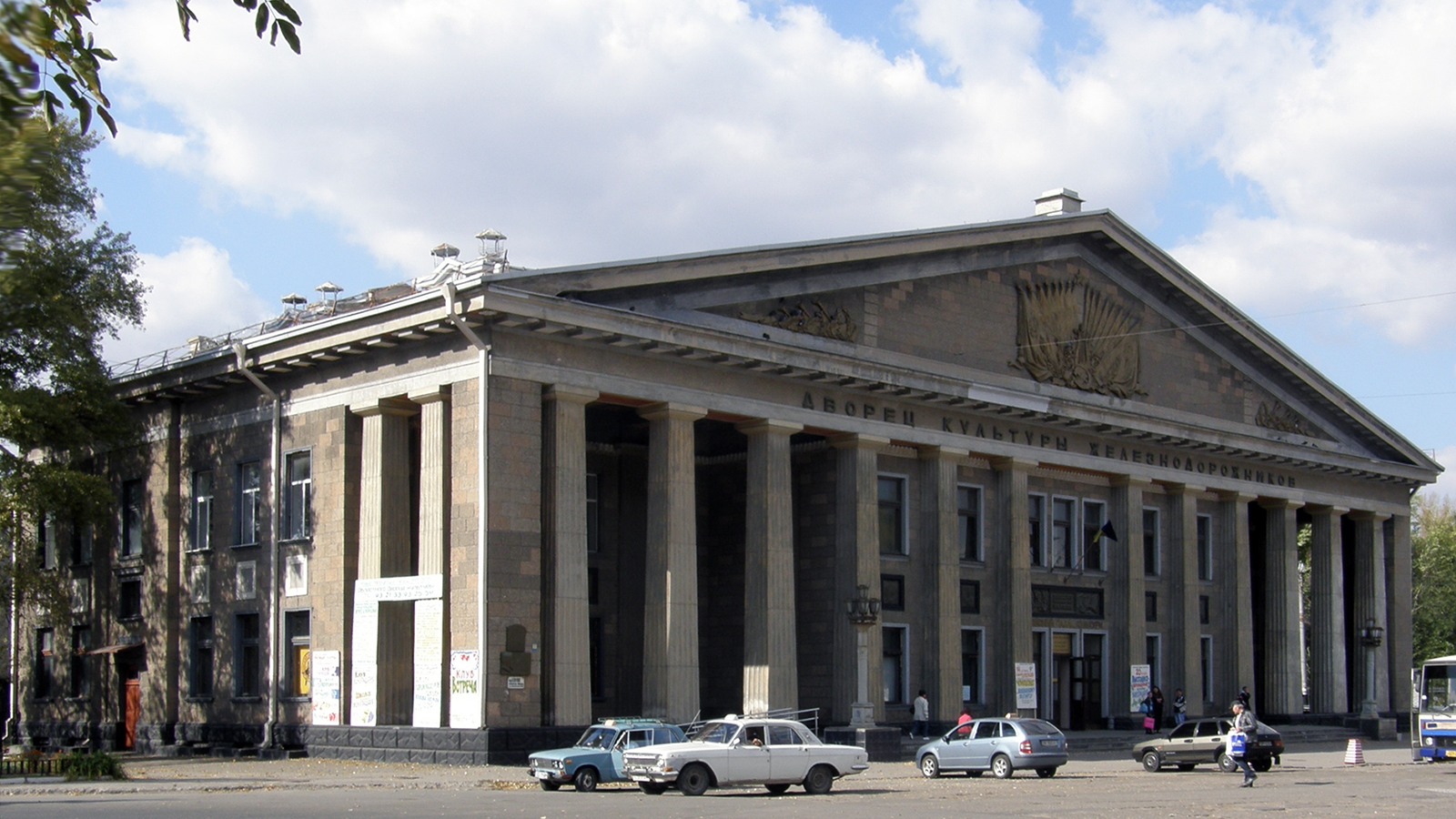
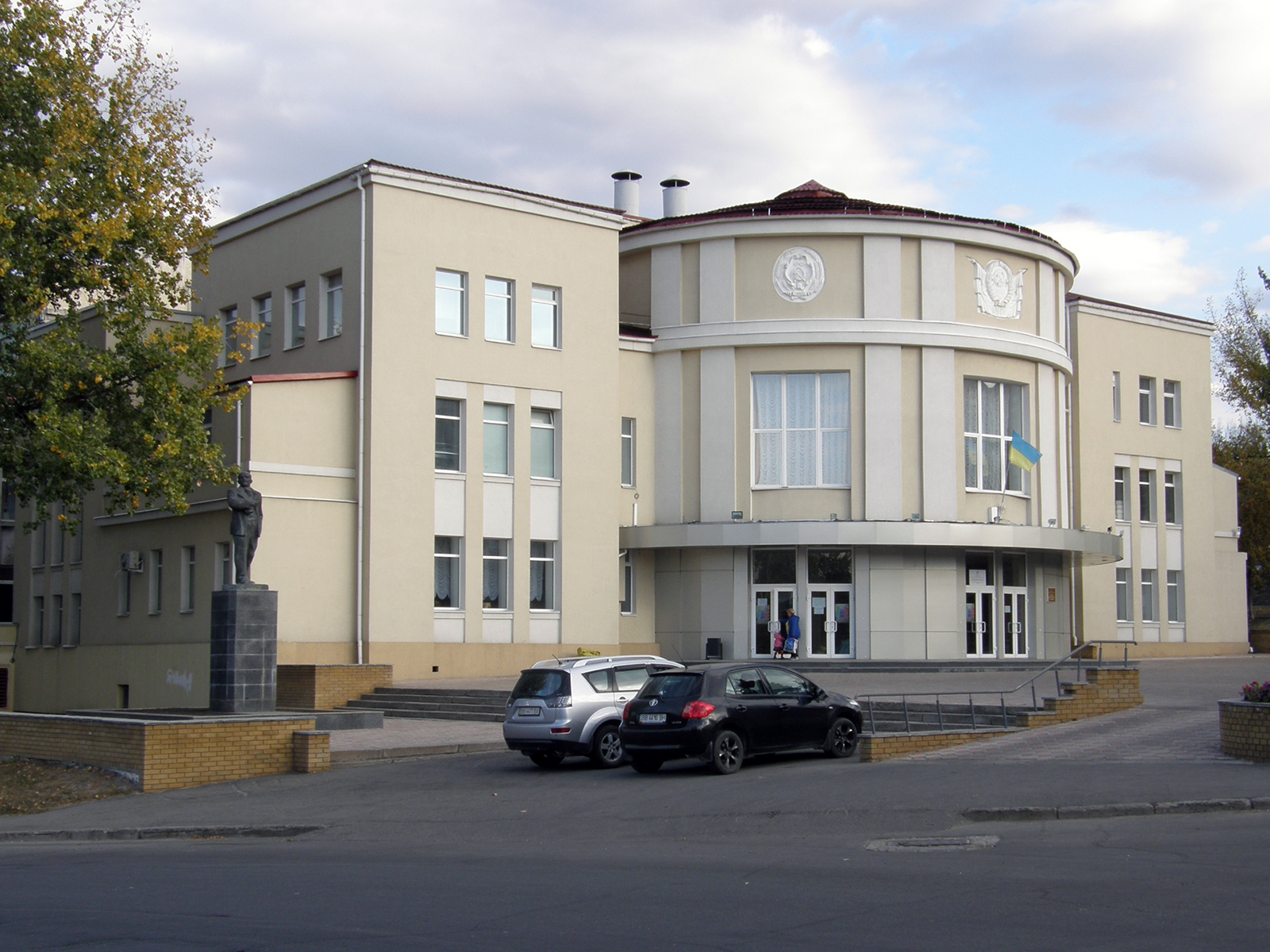
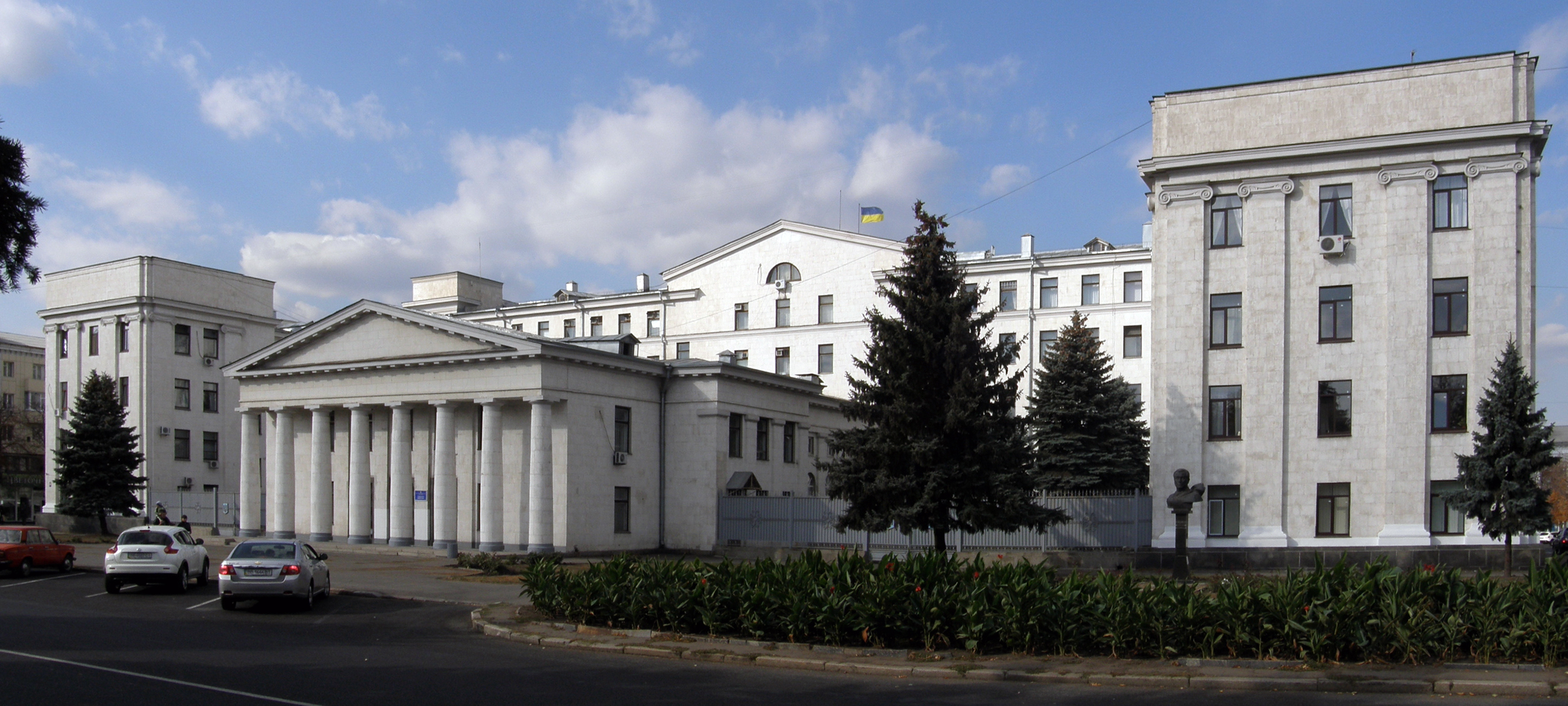
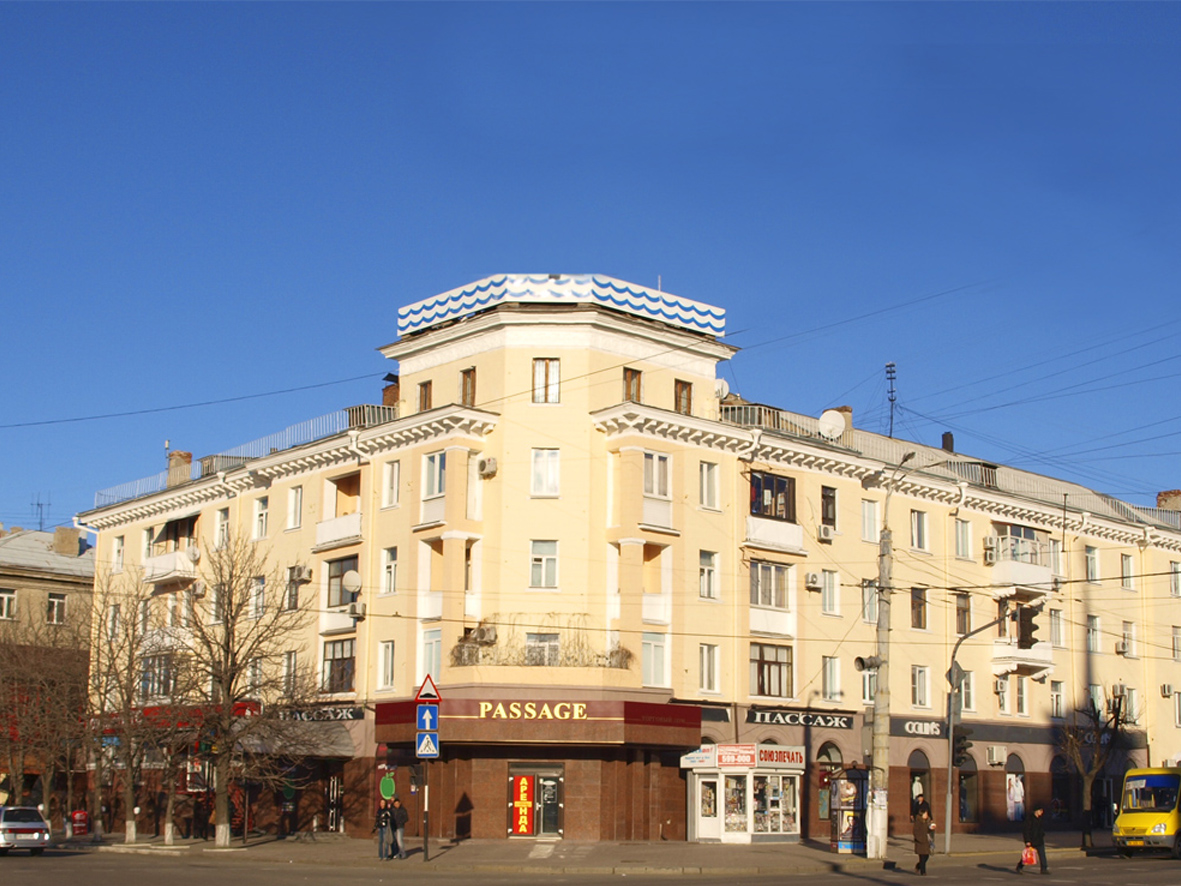
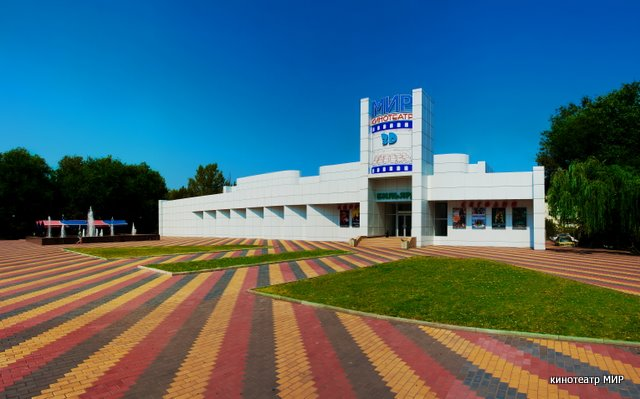
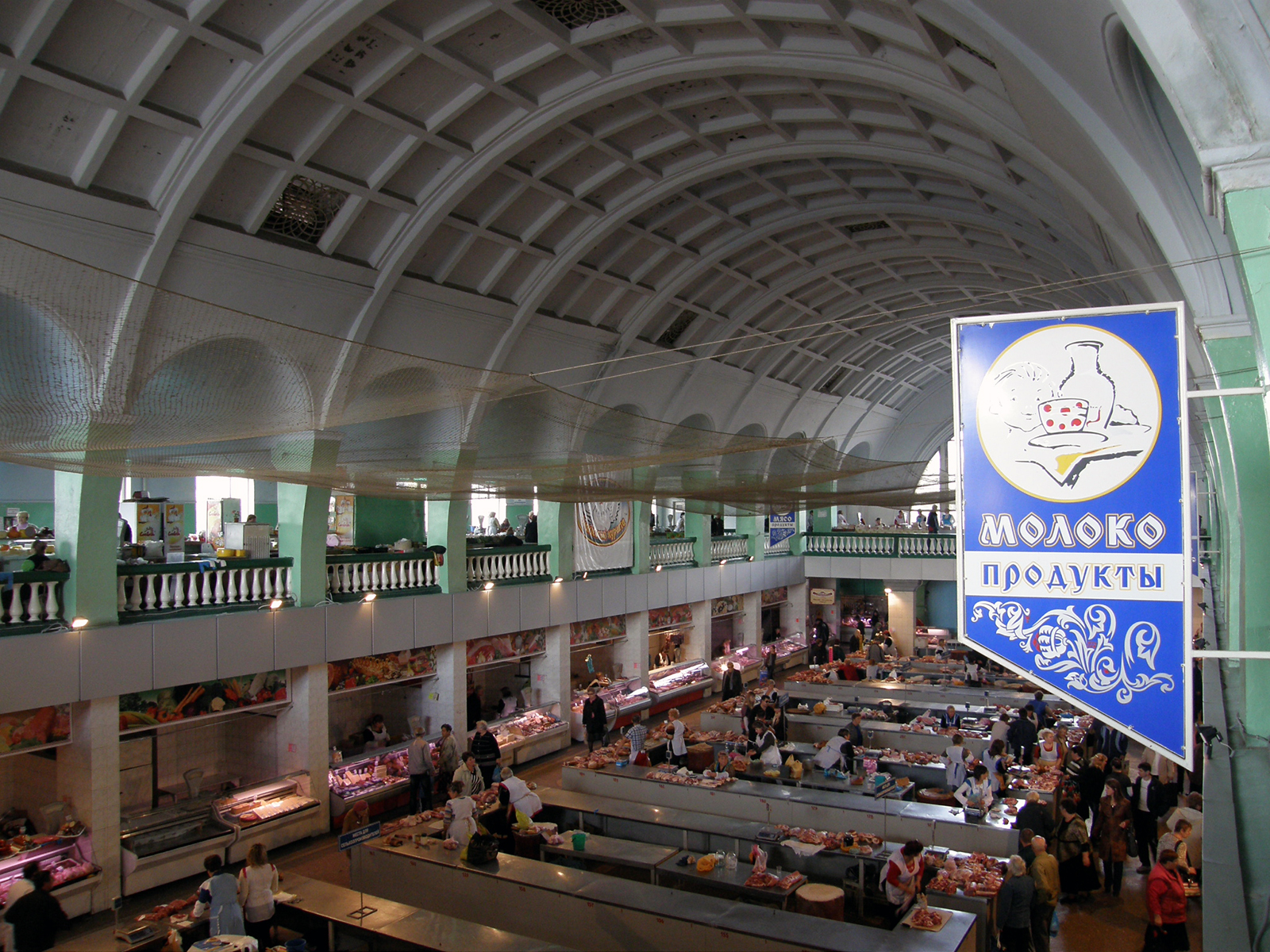